# Station Kemble
Kemble is een spoorwegstation van National Rail in Kemble, Cotswold in Engeland. Het station is eigendom van Network Rail en wordt beheerd door Great Western Railway. 